# Mongoliets parlament
Mongoliets parlament (mongoliska Улсын Их Хурал, Ulsyn Ikh Khural), eller bokstavligt Statens stora Khural, är Mongoliets lagstiftande organ. Parlamentet består av 76 ledamöter som väljs vart fjärde år. Parlamentet började i sin nuvarande form 1990 då det första fria valet med mer än ett parti hölls. Före detta hette parlamentet Ulsyn Baga Khural som bestod av 50 representanter från det tidigare parlamentets (från kommunistiska tider) 430 representanter.
Den nuvarande talmannen är Gombojavyn Zandanshatar som representerar MFP.
Parlamentariskt arbete sker i åtta kommittéer.
Parlamentet sköter sitt eget internetforum.

## Senaste val
Det senaste parlamentsval hölls 2016. Då vann Mongoliska folkets parti 65 platser. Valdeltagande var 73 % och det finns kvoterade platser för kvinnor.. Antal invalda kvinnor (13 parlamentariker) var det högsta sedan 1990.
Nästa val var planerat till senast 24 juni 2020 men republikens president Khaltmaa Battulga föreslog att senarelägga valet på grund av coronapandemin.

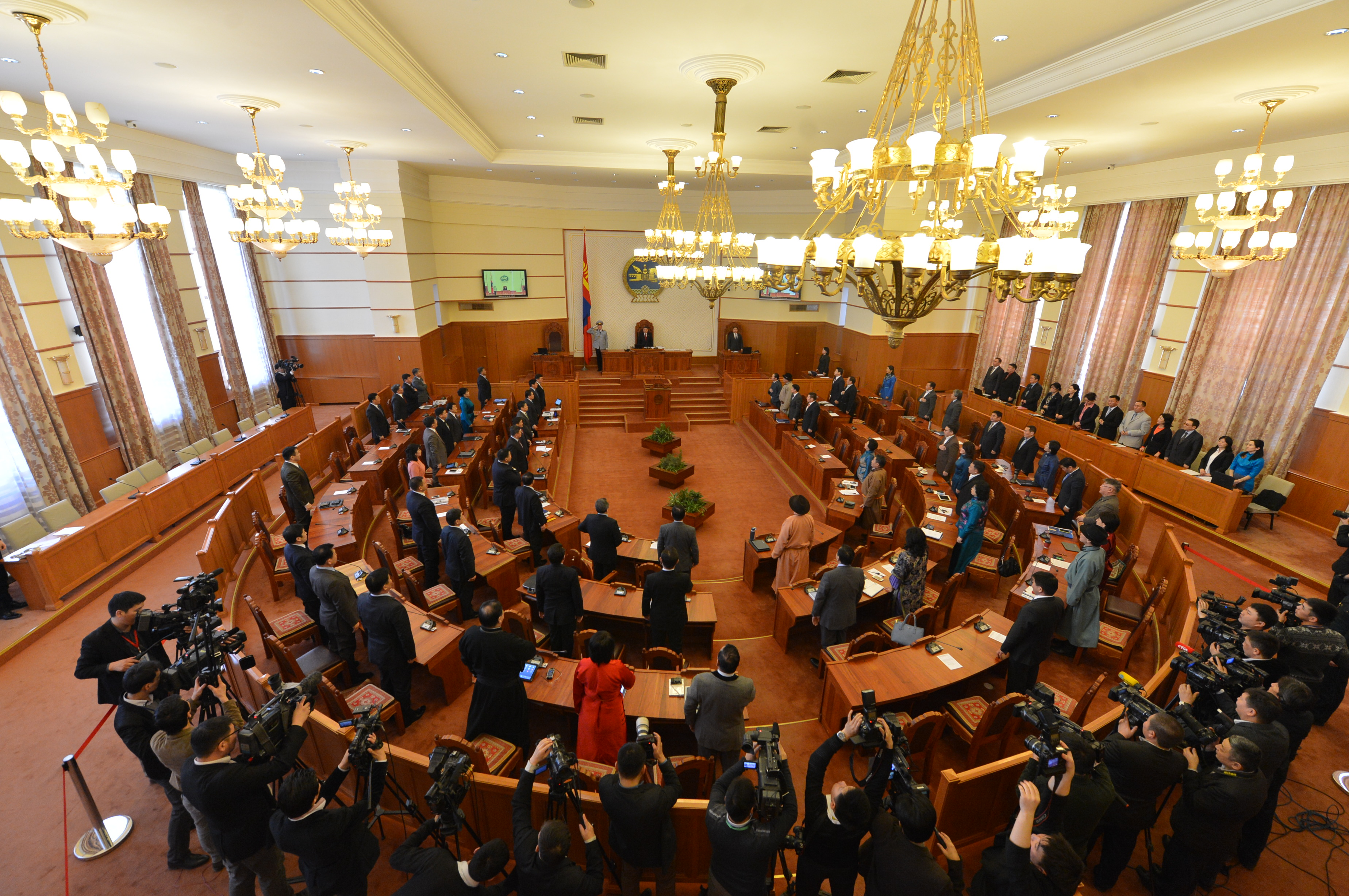
Parlamentets session 2014.